# ムィロヴェ
ムィロヴェ（ウクライナ語: Милове, ラテン文字転写: Mylove; ロシア語: Мыловое ムィーロヴォエ）は、ウクライナ、ヘルソン州内のベリスラウ地区にある村である。カタカナ表記はミロベやミロヴェなども。
村は1781年に設置された。ムィロヴェ農村フロマーダの行政中心が置かれている。
2022年3月初旬、2022年ロシアのウクライナ侵攻中にロシア軍によって占領された。